# Forelius pruinosus
Forelius pruinosus es una especie de hormiga del género Forelius, subfamilia Dolichoderinae. Fue descrita científicamente por Roger en 1863.
Se distribuye por Bahamas, Brasil, Colombia, Costa Rica, Cuba, El Salvador, Honduras, México, Nicaragua, Panamá y Estados Unidos. Se ha encontrado a elevaciones de hasta 2625 metros. Vive en microhábitats como la vegetación baja y debajo de rocas y piedras.